# مودي كورير
مودي كورير هو محامي وناشر وصحفي وسياسي أمريكي، ولد في 22 أبريل 1806 في Boscawen, New Hampshire ‏ في الولايات المتحدة، وتوفي في 23 أغسطس 1898 في مانشستر في الولايات المتحدة. نشط حزبياً في الحزب الجمهوري. وقد انتخب عضو مجلس ولاية نيوهامبشير ‏ وانتخب حاكم نيو هامبشاير ‏.